# Генетическое разнообразие

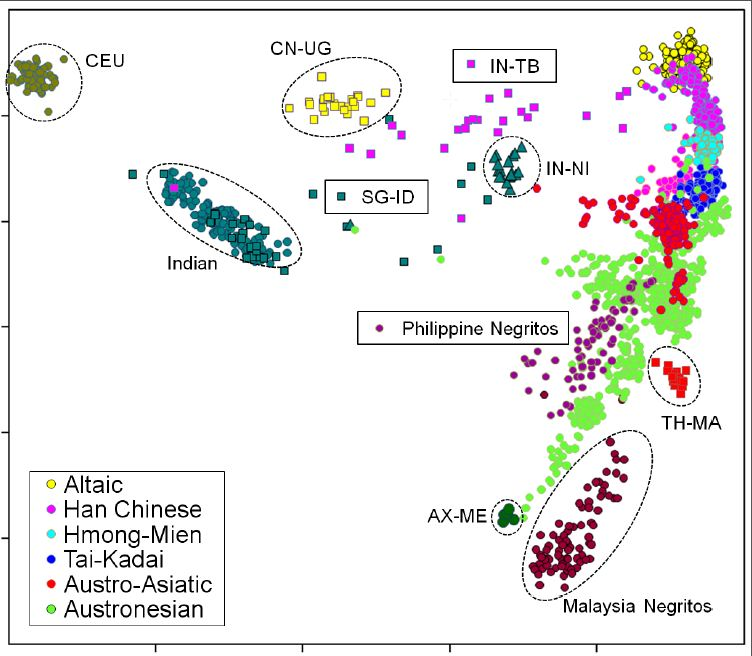
Пример анализа генетического разнообразия — кластеризации различных популяций человека в Азии по SNP-маркерам

Генетическое разнообразие, или генетический полиморфизм, — разнообразие популяций по признакам или маркерам генетической природы. Один из видов биоразнообразия.

## Описание
Генетическое разнообразие представляет собой важный компонент генетической характеристики популяции, группы популяций или вида. Генетическое разнообразие, в зависимости от выбора рассматриваемых генетических маркеров, характеризуется несколькими измеряемыми показателями, или параметрами:
- средняя гетерозиготность,
- число аллелей на локус,
- генетическое расстояние (для оценки межпопуляционного генетического разнообразия).

## Показатели генетического разнообразия
Средняя гетерозиготность
Этот параметр генетического разнообразия описывает, какую долю в популяции составляют особи, гетерозиготные по изучаемым маркерам, с усреднением этого параметра по набору использованных маркеров.
Число аллелей на локус
Этот параметр, как правило, используется для оценки генетического разнообразия по маркерам, имеющим более двух описанных аллельных состояний, например, для микросателлитных локусов.
Генетическое расстояние
Параметр описывает степень различия и разнообразия между популяциями по наличию/отсутствию или частотам аллелей используемых маркеров.

## Методы анализа генетического разнообразия
Для анализа генетического разнообразия могут применяться следующие типы маркеров и соответствующие аналитические методы:
- Морфологические признаки (фены; применимы для генетически малоизученных организмов)[6][7].
- Биохимические маркеры (полиморфизм белков, определяемый с помощью электрофореза)[8].
- Иммуногенетические.
- Молекулярные (ДНК-маркеры).
  - На основе ДНК-зондов:
    - полиморфизм длин рестрикционных фрагментов, или ПДРФ (RFLP),
    - минисателлиты, или ДНК-фингерпринт (VNTR[англ.]; с длиной повтора 15—100 пар оснований),
    - эндогенные вирусоподобные элементы[англ.] (EVE-гены).

  - На основе полимеразной цепной реакции (ПЦР):
    - полиморфизм длин амплифицированных фрагментов (в сайтах рестрикции), или ПДАФ (AFLP[англ.]),
    - случайно амплифицируемая полиморфная ДНК (RAPD[англ.])[9][10],
    - микросателлиты (SSR, или STR; с длиной повтора 1—5 пар оснований)[11][12],
    - однонуклеотидный полиморфизм (SNP)[4][5].

## Биологическое значение
Генетическая изменчивость в популяции предоставляет исходный материал для действия естественного отбора и генетического дрейфа, то есть, является необходимым элементом для микроэволюционных процессов. В частности, известны работы о неэффективности отбора в чистых линиях (при отсутствии генетического разнообразия). С другой стороны, генетическая изменчивость сама по себе является продуктом действия факторов микроэволюции.
Генетическое разнообразие имеет большое значение для экологической пластичности популяций. Наличие нескольких аллелей по аллозимным локусам в популяции позволяет этой самой популяции адаптироваться к варьирующим условиям, в которых наличие у особей тех или иных аллелей даёт преимущество. Например, два широко распространённых у Drosophila melanogaster варианта гена алкогольдегидрогеназы оказывают в гомозиготном состоянии альтернативно полезное или вредное воздействие, в зависимости от температурных условий среды.

## Практическое применение
Оценка генетического разнообразия важна при мониторинге генетической изменчивости как в диких, так и в сельскохозяйственных видах и популяциях растений и животных; на основе получаемой генетической информации разрабатывают стратегию их сохранения и рационального использования.
В рамках Продовольственной и сельскохозяйственной организации ООН (ФАО) в 1983 году был образован межправительственный форум — Комиссия по генетическим ресурсам для производства продовольствия и ведения сельского хозяйства, которая проводит мониторинг генетического разнообразия мировых ресурсов. С целью учёта и мониторинга породных ресурсов создан Глобальный банк данных генетических ресурсов домашних животных и публикуется «Всемирный список наблюдения за разнообразием домашних животных» («World Watch List for Domestic Animal Diversity»). Информация о породах животных и птиц собирается для банка данных по всем странам через национальных координаторов и добровольных помощников-специалистов, а «Всемирный список наблюдения за разнообразием домашних животных» трижды обновлялся.
В 1995 году созданная под эгидой ФАО рабочая группа экспертов предложила план Глобального проекта по поддержанию (оценке) генетического разнообразия домашних животных (Global Project for the Maintenance (or Measurement) of Domestic Animal Genetic Diversity, сокращённо — MoDAD). Проект предусматривал задачу количественно оценить генетическое разнообразие среди пород основных 14 видов животных, разводимых человеком, включая четыре вида птиц. Для этой цели предполагалось генотипировать от 6 до 50 пород одного вида с помощью 30 микросателлитных маркеров. Примерами успешного апробирования и воплощения рекомендаций рабочей группы MoDAD стали результаты научного проекта европейского консорциума AVIANDIV (по изучению генетического разнообразия более 50 популяций кур) и ряда других исследований.